# Theodore Ushev

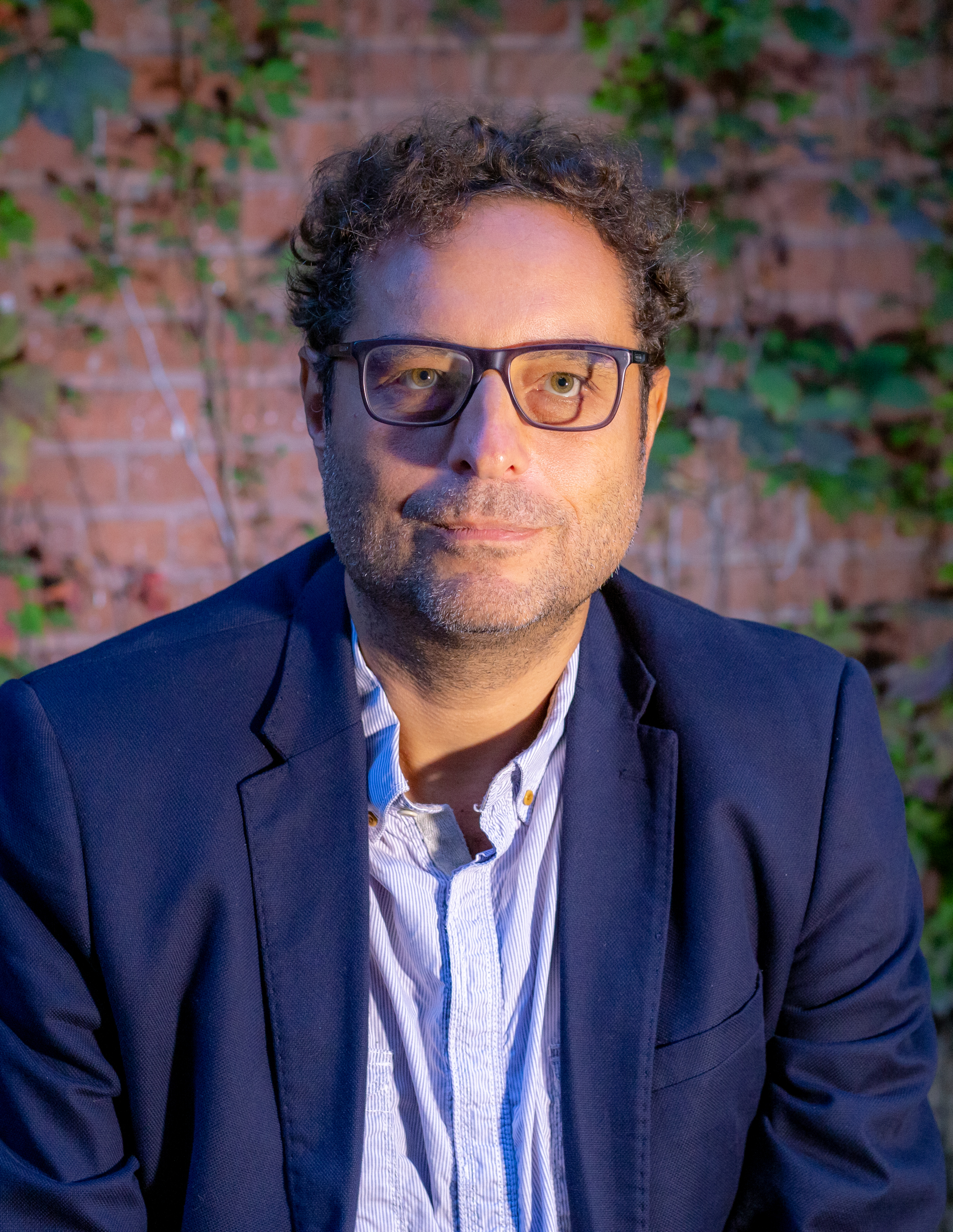
Theodore Ushev (2019)

Theodore Ushev (bulgarisch Теодор Ушев, Teodor Uschew; * 4. Februar 1968 in Kjustendil) ist ein bulgarischer Animator, der in Kanada lebt und arbeitet.

## Leben
Ushev studierte Animation an der Kunstakademie Plovdiv sowie Grafikdesign an der Nationalen Kunstakademie in Sofia. Er arbeitete nach Ende des Studiums 1995 zunächst in Bulgarien als Plakatkünstler. Er ging 1999 nach Kanada und ließ sich in Montreal nieder. Hier begann er, als Animator zu arbeiten und kam schließlich zum National Film Board of Canada. Sein erster beim NFB entstandener Film wurde 2003 Vertical.
Ein großer Erfolg für Ushev war der 2010 erschienene Kurzanimationsfilm Die Lipsett-Tagebücher über den Animator Arthur Lipsett, der sich 1986 im Alter von 49 Jahren das Leben nahm. Für den Film wurde Ushev international ausgezeichnet, unter anderem mit einem Genie Award für den Besten animierten Kurzfilm und einer Nominierung für den Cristal d’Annecy. Bereits im Jahr 2006 hatte Ushev mit Tower Bawher eine Filmtrilogie begonnen, die den Aufstieg und Fall von Technologien sowie Macht und Krieg zum Thema hat, und 2008 mit Drux Flux sowie 2013 mit Gloria Victoria vollendet wurde. Gloria Victoria erhielt 2014 eine Nominierung für einen Annie Award.
Ushevs folgender Film wurde Blind Vaysha, der auf einer Erzählung von Georgi Gospodinow basiert. Blind Vaysha hatte auf der Berlinale 2016 seine Premiere und wurde 2017 für einen Oscar als Bester animierter Kurzfilm nominiert. Auch Ushevs nächstes Werk Die Physik der Schwermut ist eine Verfilmung eines Werks von Georgi Gospodinov. Der Film, in dem Xavier Dolan (frz. Version) bzw. Rossif Sutherland mit einem Gastbeitrag von Donald Sutherland (engl. Version) als Sprecher fungierten, lief auf zahlreichen internationalen Festivals und gewann unter anderem 2020 den Cristal d’Annecy und den FIPRESCI-Preis des Festival d’Animation Annecy.
Ushev unterrichtet Animation, unter anderem in Workshops sowie an Universitäten und auf Festivals. Im Jahr 2012 gehörte er der Jury des Festival du Court-Métrage de Clermont-Ferrand an.

## Filmografie (Auswahl)
- 1999: Aurora
- 2003: Well-Tempered Heads
- 2003: Vertical
- 2003: Here Comes a Miracle
- 2006: Tower Bawher
- 2006: L’homme qui attendait
- 2006: Sou
- 2007: Tzaritza
- 2008: Drux Flux
- 2010: Die Lipsett-Tagebücher (Les journaux de Lipsett)
- 2011: Rossignols en décembre
- 2012: Demoni
- 2012: Joda
- 2013: Gloria Victoria
- 2016: Blind Vaysha
- 2019: Die Physik der Schwermut (Physique de la tristesse)
- 2022: Phi 1.618

## Auszeichnungen (Auswahl)
- 2006: Nominierung Cristal d’Annecy, Festival d’Animation Annecy, für Tower Bawher
- 2008: Nominierung Erster Preis (Kurzfilm), Montréal World Film Festival, für Drux Flux
- 2009: Nominierung Genie Award, Bester animierter Kurzfilm, für Drux Flux
- 2009: Nominierung Prix Jutra, Bester Animationsfilm, für Drux Flux
- 2010: Nominierung Cristal d’Annecy, Festival d’Animation Annecy, für Die Lipsett-Tagebücher
- 2010: Special Mention (Kurzfilm), Festival d’Animation Annecy, für Die Lipsett-Tagebücher
- 2010: Nominierung Gold Hugo, Chicago International Film Festival, für Die Lipsett-Tagebücher
- 2011: Genie Award, Bester animierter Kurzfilm, für Die Lipsett-Tagebücher
- 2011: Prix Jutra, Bester Animationsfilm, für Die Lipsett-Tagebücher
- 2012: Nominierung Cristal d’Annecy, Festival d’Animation Annecy, für Rossignols en décembre
- 2013: Nominierung Prix Jutra, Bester Animationsfilm, für Joda
- 2013: Nominierung Canadian Screen Award, Bester animierter Kurzfilm, für Demoni
- 2013: Nominierung Cristal d’Annecy, Festival d’Animation Annecy, für Gloria Victoria
- 2013: FIPRESCI-Preis, Festival d’Animation Annecy, für Gloria Victoria
- 2014: Nominierung Annie Award, Bester animierter Kurzfilm, für Gloria Victoria
- 2017: Nominierung Oscar, Bester animierter Kurzfilm, für Blind Vaysha
- 2020: FIPRESCI-Preis und Cristal d’Annecy, Festival d’Animation Annecy, für Die Physik Der Schwermut